# Jorrit Hendrix
Jorrit Hendrix (Peel en Maas, 6 febbraio 1995) è un calciatore olandese, difensore del Preußen Münster.

## Caratteristiche tecniche
Di ruolo centrocampista centrale, dispone di una buona visione di gioco, che gli consente di spezzare il gioco avversario, oltre che di ottimo dinamismo. La sua duttilità gli consente di giocare anche da mediano.

## Carriera

### Club

#### PSV
Nella stagione 2013-2014 esordisce in Eredivisie con la maglia del PSV e in tutto gioca 27 partite. Il suo primo gol arriva il 26 ottobre 2014 in Utrecht-PSV 1-5. Con 20 presenze e 1 gol contribuisce alla vittoria finale del campionato. In otto stagioni mette insieme 238 presenze e 8 gol con il club di Eindhoven tra Eredivisie, KNVB Beker, Champions ed Europa League.

#### Spartak Mosca
Il 12 gennaio 2021 viene acquistato dallo Spartak Mosca.

#### Feyenoord
Il 26 gennaio 2022 fa ritorno in Eredivisie accasandosi al Feyenoord con la formula del prestito sino a giugno 2023.

### Nazionale
Dopo avere rappresentato le selezioni giovanili olandesi, il 26 agosto 2016 viene convocato per la prima volta in nazionale maggiore in vista delle sfide contro Grecia e Svezia. Ed è proprio contro i greci che Hendrix fa il suo debutto subentrando al 65'.

## Statistiche
Statistiche aggiornate al 17 dicembre 2021.
| Stagione             | Squadra              | Campionato           | Campionato | Campionato | Coppe nazionali | Coppe nazionali | Coppe nazionali | Coppe continentali | Coppe continentali | Coppe continentali | Altre coppe | Altre coppe | Altre coppe | Totale | Totale |
| Stagione             | Squadra              | Comp                 | Pres       | Reti       | Comp            | Pres            | Reti            | Comp               | Pres               | Reti               | Comp        | Pres        | Reti        | Pres   | Reti   |
| -------------------- | -------------------- | -------------------- | ---------- | ---------- | --------------- | --------------- | --------------- | ------------------ | ------------------ | ------------------ | ----------- | ----------- | ----------- | ------ | ------ |
| 2013-2014            | PSV                  | ED                   | 20         | 0          | CO              | 2               | 0               | UCL+UEL            | 0+6                | 0+0                | -           | -           | -           | 28     | 0      |
| 2014-2015            | PSV                  | ED                   | 20         | 1          | CO              | 2               | 0               | UEL                | 11                 | 0                  | -           | -           | -           | 33     | 1      |
| 2015-2016            | PSV                  | ED                   | 26         | 2          | CO              | 3               | 0               | UCL                | 7                  | 0                  | SO          | 1           | 0           | 37     | 2      |
| 2016-2017            | PSV                  | ED                   | 19         | 1          | CO              | 1               | 0               | UCL                | 2                  | 0                  | SO          | 1           | 0           | 23     | 1      |
| 2017-2018            | PSV                  | ED                   | 33         | 2          | CO              | 4               | 0               | UEL                | 2                  | 0                  | -           | -           | -           | 39     | 2      |
| 2018-2019            | PSV                  | ED                   | 29         | 1          | CO              | 0               | 0               | UCL                | 8                  | 0                  | SO          | 1           | 0           | 38     | 1      |
| 2019-2020            | PSV                  | ED                   | 17         | 1          | CO              | 1               | 0               | UEL                | 6                  | 0                  | SO          | 1           | 0           | 25     | 1      |
| 2020-2021            | PSV                  | ED                   | 9          | 0          | CO              | 1               | 0               | UEL                | 6                  | 0                  | -           | -           | -           | 16     | 0      |
| Totale PSV           | Totale PSV           | Totale PSV           | 173        | 8          |                 | 14              | 0               |                    | 48                 | 0                  |             | 4           | 0           | 239    | 8      |
| gen. 2021            | Spartak Mosca        | PL                   | 10         | 0          | KR              | 1               | 0               | -                  | -                  | -                  | -           | -           | -           | 11     | 0      |
| 2021-2022            | Spartak Mosca        | PL                   | 8          | 0          | KR              | 0               | 0               | UEL                | 2                  | 0                  | -           | -           | -           | 10     | 0      |
| Totale Spartak Mosca | Totale Spartak Mosca | Totale Spartak Mosca | 18         | 0          |                 | 1               | 0               |                    | 2                  | 0                  |             | 0           | 0           | 21     | 0      |
| gen.-giu. 2022       | Feyenoord            | E                    | 9          | 1          | -               | -               | -               | UECL               | 5                  | 0                  | -           | -           | -           | 14     | 1      |
| Totale carriera      | Totale carriera      | Totale carriera      | 200        | 9          |                 | 15              | 0               |                    | 55                 | 0                  |             | 4           | 0           | 274    | 9      |

### Cronologia presenze e reti in Nazionale
| Cronologia completa delle presenze e delle reti in nazionale ― Paesi Bassi | Cronologia completa delle presenze e delle reti in nazionale ― Paesi Bassi | Cronologia completa delle presenze e delle reti in nazionale ― Paesi Bassi | Cronologia completa delle presenze e delle reti in nazionale ― Paesi Bassi | Cronologia completa delle presenze e delle reti in nazionale ― Paesi Bassi | Cronologia completa delle presenze e delle reti in nazionale ― Paesi Bassi | Cronologia completa delle presenze e delle reti in nazionale ― Paesi Bassi | Cronologia completa delle presenze e delle reti in nazionale ― Paesi Bassi |
| Data                                                                       | Città                                                                      | In casa                                                                    | Risultato                                                                  | Ospiti                                                                     | Competizione                                                               | Reti                                                                       | Note                                                                       |
| -------------------------------------------------------------------------- | -------------------------------------------------------------------------- | -------------------------------------------------------------------------- | -------------------------------------------------------------------------- | -------------------------------------------------------------------------- | -------------------------------------------------------------------------- | -------------------------------------------------------------------------- | -------------------------------------------------------------------------- |
| 1-9-2016                                                                   | Eindhoven                                                                  | Paesi Bassi                                                                | 1 – 2                                                                      | Grecia                                                                     | Amichevole                                                                 | -                                                                          | 65’                                                                        |
| Totale                                                                     |                                                                            | Presenze                                                                   | 1                                                                          |                                                                            | Reti                                                                       | 0                                                                          |                                                                            |

## Palmarès

### Club

#### Competizioni nazionali
- Campionato olandese: 3

PSV: 2014-2015 2015-2016, 2017-2018
- Supercoppa dei Paesi Bassi: 2

PSV: 2015, 2016

### Nazionale
- Campionato d'Europa Under-17: 1

Slovenia 2012